# Novo Selo (Sziszek)
Novo Selo (1910 és 1948 között Novo Selo Mošćeničko.) falu Horvátországban, Sziszek-Monoszló megyében. Közigazgatásilag Sziszekhez tartozik.

## Fekvése
Sziszek belvárosától 7 km-re délre, Sziszek közvetlen szomszédságában, a 37-es számú főúttól délre fekszik. Tipikus egyutcás település, melynek házai az északnyugat-délkeleti irányú főutca mentén találhatók.

## Története
A település a legújabbak közé tartozik, csak a 19. században keletkezett. 1773-ban az első katonai felmérés térképén még nyomát sem találjuk. 1857-ben 74, 1910-ben 226 lakosa volt. A 20. század első éveiben a kilátástalan gazdasági helyzet miatt sokan vándoroltak ki a tengerentúlra. 1918-ban az új szerb-horvát-szlovén állam, majd később Jugoszlávia része lett. A második világháború idején a Független Horvát Állam része volt. A háború után a béke időszaka köszöntött a településre. Enyhült a szegénység és sok ember talált munkát a közeli városban. A lakosság száma dinamikusan emelkedett. A falu 1991. június 25-én a független Horvátország része lett. 2011-ben 633 lakosa volt.

## Népesség
| Lakosság változása | Lakosság változása | Lakosság változása | Lakosság változása | Lakosság változása | Lakosság változása | Lakosság változása | Lakosság változása | Lakosság változása | Lakosság változása | Lakosság változása | Lakosság változása | Lakosság változása | Lakosság változása | Lakosság változása | Lakosság változása |
| ------------------ | ------------------ | ------------------ | ------------------ | ------------------ | ------------------ | ------------------ | ------------------ | ------------------ | ------------------ | ------------------ | ------------------ | ------------------ | ------------------ | ------------------ | ------------------ |
| 1857               | 1869               | 1880               | 1890               | 1900               | 1910               | 1921               | 1931               | 1948               | 1953               | 1961               | 1971               | 1981               | 1991               | 2001               | 2011               |
| 74                 | 117                | 173                | 258                | 239                | 226                | 249                | 259                | 358                | 0                  | 0                  | 0                  | 0                  | 0                  | 587                | 633                |

(1953 és 1991 között lakosságát Sziszekhez számították.)

## Nevezetességei
Jézus szentséges szíve tiszteletére szentelt kápolnája.